# Was und wie
Was und wie war eine Zeitschrift in der DDR. Sie erschien zwischen 1973 und Juni 1990 zweiwöchentlich.

## Herausgeberschaft und Profil
Was und wie wurde von der Abteilung „Agitation“ des Zentralkomitees der SED herausgegeben. Der Untertitel Informationen, Argumente, Übersichten für den Agitator war Programm. Die Zeitschrift richtete sich an Parteifunktionäre und enthielt meist Argumentationshilfen und Informationen zu aktuellen Ereignissen, mit dem Ziel, den Sozialismus in besserem Lichte erscheinen zu lassen und tatsächliche oder vermeintliche Errungenschaften der DDR hervorzuheben. Vergleiche mit dem „kapitalistischen Ausland“ prägten das Propagandablatt, das tatsächliche oder vermeintliche soziale Missstände der Bundesrepublik Deutschland herausstrich.

## Bedeutung
Die Rolle von Was und wie bei der Steuerung der Gesellschaft war nicht unerheblich: Die Artikel fanden sich „wortgetreu in der Provinzpresse wieder. Ihre Inhalte [flossen] indirekt in die Kommentierung der unmittelbar vom Presseamt oder vom Zentralkomitee der SED angeleiteten Medien ein.“

## Nachfolge
Nach der demokratischen Revolution in der DDR übernahm der Parteivorstand der SED/PDS die Herausgeberschaft und benannte die Zeitschrift zunächst in Links was + wie, später in Disput was + wie um. Verlautbarungen der PDS und Debattenbeiträge zur Neuausrichtung der Partei prägten das Blatt nun. Ab 1993 hieß das Periodikum nurmehr Disput und war die Mitgliederzeitschrift der PDS, dann bis zu seiner Einstellung 2020 der Partei Die Linke.